# محمود مبسوط
محمود مبسوط (- 25 يوليو 2011)، ممثل لبناني اشتهر باسم فهمان.

## روابط خارجية
- محمود مبسوط على موقع IMDb (الإنجليزية)
- محمود مبسوط على موقع ألو سيني (الفرنسية)
- محمود مبسوط على موقع أول موفي (الإنجليزية)
- محمود مبسوط على موقع قاعدة بيانات الأفلام السويدية (السويدية)
- محمود مبسوط على موقع قاعدة بيانات الفيلم (الإنجليزية)
- محمود مبسوط على موقع كينوبويسك (الروسية)